# Cunnolites

Cunnolites elliptica.

Cunnolites és un gènere extint d'antozous hexacoral·lis de la família Cunnolitidae. És un tipus de corall solitari força important en alguns registres fòssils del Cretaci. Són coralls solitaris, de contorn circular o el·líptic i amb la base plana a còncava. La fossa calicular és circular o allargada. No presenten columel·la o aquesta és poc desenvolupada. Les disposicions endotecals són primes i curtes. L'epiteca pot ser-hi present o no.

## Taxonomia i història
La validesa del gènere Cunnolites ha estat discutida des de fa 250 anys. Originalment, el nom Cunnolites va ser creat, abans de la sistemàtica linneana, per Barrère (1746), més tard va ser classificat per Guettard (1774) com a Porpites ellipticus. Lamarck (1801) va tornar a classificar el mateix espècimen i el va col·locar com la tercera espècie en el nou gènere Cyclolites (= Cyclolites ellipticus). Les investigacions posteriors de Milne Edwards i Haime (1850) van revelar que les dues espècies classificades abans del Cyclolites ellipticus, que eren Cyclolites numismalis i Cyclolites hemisphaerica, pertanyien a formes paleozoiques i havien de ser excloses com a sinònims de Cyclolites.
Alhora, van triar el Cyclolites ellipticus com l'espècie tipus del gènere. Per raons de prioritat, Alloiteau (1952, 1957) no va acceptar la revisió de Milne Edwards i Haime (1850). Va argumentar que si l'autor d'un nou gènere presentava més d'una espècie però no designava una espècie tipus, la primera espècie llistada havia de ser reconeguda com l'espècie tipus.
I com que en el cas de Cyclolites la primera espècie representa l'espècie tipus del tàxon paleozoic Palaeocyclus, va negar la validesa del gènere Cyclolites i va crear el tàxon Cunnolites. Aquesta revisió va causar confusió en la literatura, ja que alguns autors van començar a usar el nou nom establert per Alloiteau, mentre que altres van mantenir el nom tradicional de Lamarck. La situació problemàtica es va complicar encara més amb la creació de nous gèneres anomenats Plesiocunnolites, Plesiocunnolitopsis, i Paracunnolites. Alguns autors els han acceptat com a gèneres vàlids, altres els han classificat com a subgèneres, i encara altres els han posat com a sinònims de Cyclolites o Cunnolites.
Aquest cas només pot ser resolt per la Comissió de Nomenclatura Zoològica. No obstant això, per evitar una major confusió, el nom Cunnolites, basat en l'espècie tipus Cunnolites barrereim ha estat temptativament acceptat amb totes les conseqüències per als nivells taxonòmics més alts.